# Agdistis obstinata
Agdistis obstinata là một loài bướm đêm thuộc họ Pterophoridae. Nó được tìm thấy ở Nam Phi, Kenya, Tanzania, Uganda, Ả Rập Xê Út, Yemen và Ethiopia.